# Dorfkirche Schmölln

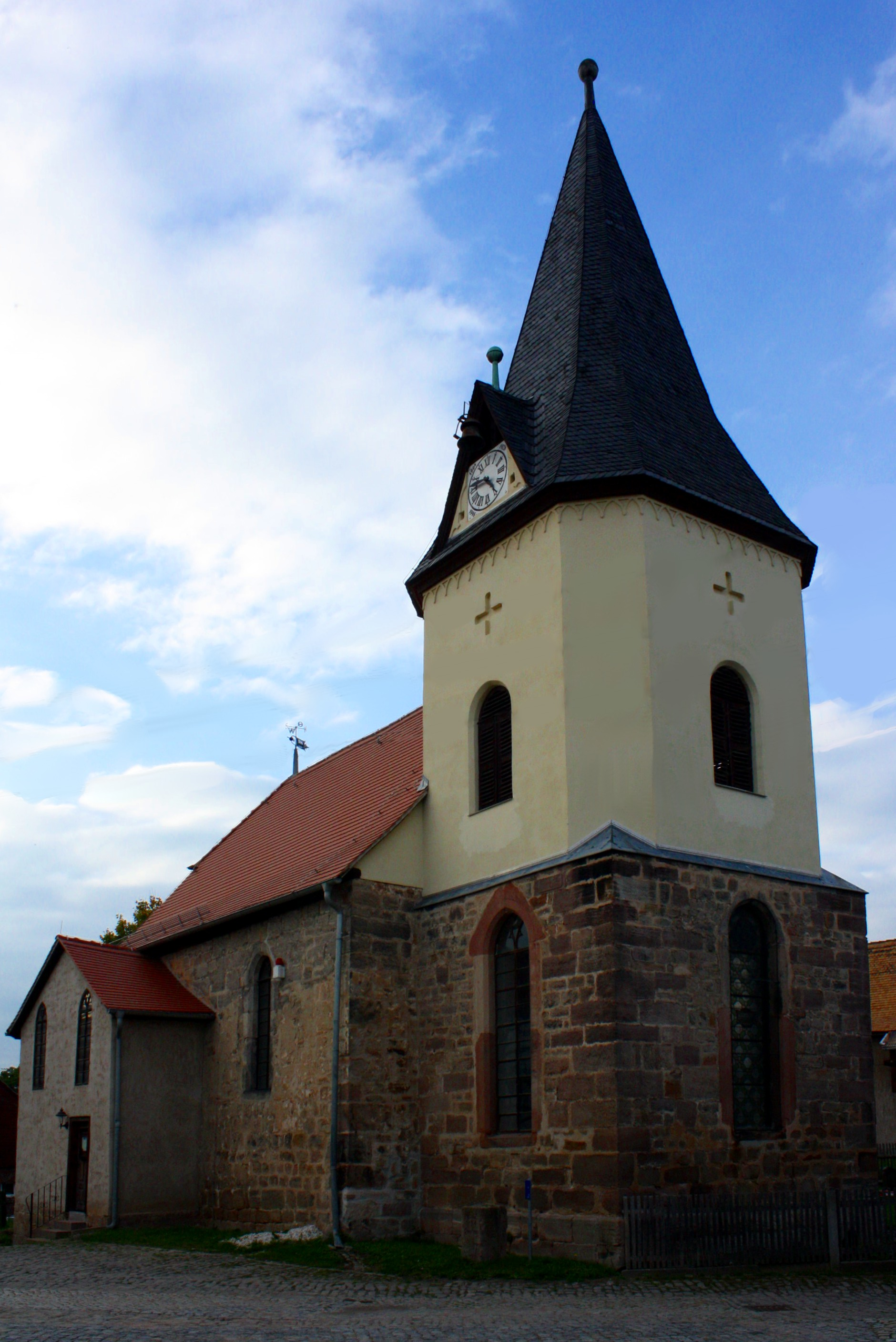
Kirche im Ortskern

Die Dorfkirche ist die evangelische Kirche im Ortsteil Schmölln der Gemeinde Hummelshain im Saale-Holzland-Kreis in Thüringen. Sie gehört zum Pfarrbereich Trockenborn im Kirchenkreis Eisenberg der Evangelischen Kirche in Mitteldeutschland.

## Lage
Die innerhalb des Friedhofs gelegene Kirche ragt auf einer kleinen Anhöhe mitten im Ort weithin sichtbar empor.

## Geschichte
Das jetzige spätgotische Aussehen der aus dem 12. Jahrhundert stammenden Kirche ist auf Umbauarbeiten im Jahre 1518 zurückzuführen, wie freigelegte auf 1500 datierte Wandmalereien an den Emporen belegen. Die Ornamente auf der Emporenbrüstung und der Stirnwand des Gestühls sind Schablonen des Jugendstils. Unter der Malschicht im Deckenbereich des Chores wurde als Deckengemälde das Lamm Gottes mit sieben Siegeln, umgeben von vier Evangelisten freigelegt.
Seit 1990 wurde die Kirche Schritt für Schritt wiederhergestellt.

## Inventar
- Schnitzwerke: Altar und Kruzifix
- in der Mitte des Altars Laurentius, zu seiner Linken Nikolaus und Katharina, zur Rechten sind Bonifatius und die Heilige Elisabeth von Thüringen zu sehen.
- die Orgel wurde 1835 von der Firma Poppe aus Roda gebaut
- eine Turmuhr